# Zantedeschia odorata
Zantedeschia odorata är en kallaväxtart som beskrevs av Pauline Lesley Perry. Zantedeschia odorata ingår i släktet kallor, och familjen kallaväxter. Inga underarter finns listade.